# アドルフ・フォン・バイヤー
ヨハン・フリードリヒ・ヴィルヘルム・アドルフ・フォン・バイヤー（Johann Friedrich Wilhelm Adolf von Baeyer, 1835年10月31日 - 1917年8月20日）は、ドイツの化学者。色料のインディゴを合成した。1905年に「有機染料およびヒドロ芳香族化合物の研究」によってノーベル化学賞を受賞した。

## 来歴
ベルリンに生まれ、ベルリン大学で最初数学と物理学を学んだが、ハイデルベルク大学に移って、ロベルト・ブンゼンの下で化学を学んだ。ハイデルベルクのアウグスト・ケクレの研究室で学び1858年学位を取得した。ケクレがヘント大学に移ると、バイヤーもそれについていった。1860年大学教授資格を得てベルリン王立技術学院（現・ベルリン工科大学）の講師になり、1866年ベルリン大学の助教授を経て、1871年ストラスブール大学の教授になった。1875年ユストゥス・フォン・リービッヒの後をついでミュンヘン大学の化学の教授になった。
1881年、王立協会からインディゴの合成に対してデービーメダルを授与され、1885年には王立協会の外国人会員に選出された。1903年リービッヒ・メダル、1912年エリオット・クレッソン・メダル受賞。
バイヤーは元々の名はヨハン・フリードリッヒ・ウィルヘルム・アドルフ・バイヤーだが、生涯を通して常にアドルフ・バイヤーと名乗った。50歳の誕生日に貴族を世襲し、アドルフ・フォン・バイヤーに改名した。

## 業績
バイヤーの主な業績は、植物性染料インディゴの分析と化学合成、フタレイン染料の発見、ポリアセチレン、オキソニウム塩、ニトロソ化合物の研究(1869)、（精神安定剤の原料のバルビツール酸の発見(1864)を含む）尿酸誘導体の研究(1860-)である。またインディゴの合成に成功した3年後の1869年にはインドールの正しい化学式を示した。理論化学の分野では3重結合に対するバイヤーの歪理論を提出した。
1871年、酸性下で無水フタル酸とフェノールからフェノールフタレインを合成する方法を発見した。同年、バイヤーは無水フタル酸とレゾルシノールから蛍光色素フルオレセインを合成した。当初バイヤーはこれにレゾルシンフタレインと名付けた。また、シュードモナス属の蛍光菌が産するピオベルジン (pyoverdin) という色素の名で呼ばれることもあった。これをフルオレセインと呼ぶようになったのは1878年以降のことである。
1872年にはフェノールとホルムアルデヒドの反応を研究した。これは後に合成樹脂のひとつベークライトとしてレオ・ベークランドによって実用化された。